# Joint Analysis and Lessons Learned Centre
Das Joint Analysis and Lessons Learned Centre (JALLC) ist das Analysezentrum der NATO mit Sitz in Lissabon, Portugal. Das Zentrum wurde am 2. September 2002 gegründet und ist ein Teilkommando des Allied Command Transformation in Norfolk in den Vereinigten Staaten. Geführt wird das Zentrum von einem Offizier eines NATO-Staates im Dienstgrad Brigadegeneral oder Flottillenadmiral, derzeit vom portugiesischen Comodoro Fernando Artilheiro.

## Auftrag
Das JALLC beobachtet den Entwicklungsprozess der NATO und unterstützt mit:
- lernen aus Erfahrungen („Lesson Learned“)
- Analyse von Übungen, Operationen und vielfältigen Fragen (Doktrin, Übungsplanung, komplexe Veränderungen …)
- Schulungen

Des Weiteren bringt die Einrichtung Handbücher auf dem Markt, veranstaltet Konferenzen und sammelt gewonnene Erfahrungen in einer Datenbank.